# Lantenne-Vertière
Lantenne-Vertière è un comune francese di 548 abitanti situato nel dipartimento del Doubs nella regione della Borgogna-Franca Contea.

## Società

### Evoluzione demografica
Abitanti censiti